# Mechelen (Pays-Bas)
Pour les articles homonymes, voir Mechelen.
Mechelen, en français Malines (en limbourgeois Mechele) est un village néerlandais situé dans la commune de Gulpen-Wittem, dans la province du Limbourg néerlandais. Le 1er janvier 2005, le village avait 1 490 habitants.
Malines est situé au confluent du Mechelbeek et la Gueule.